# IC 2699
IC 2699 је појединачна звијезда у сазвјежђу Лав која се налази на листи објеката дубоког неба у Индекс каталогу.
Деклинација објекта је + 11° 54' 35" а ректасцензија 11h 17m 52,6s.